# Crane (Texas)
Pour les articles homonymes, voir Crane.
La ville de Crane est le siège du comté de Crane, dans l’État du Texas, aux États-Unis. Sa population s’élevait à 3 353 habitants lors du recensement de 2010, estimée à 3 723 habitants en 2016.

## Source
- (en) Cet article est partiellement ou en totalité issu de l’article de Wikipédia en anglais intitulé « Crane, Texas » (voir la liste des auteurs).